# Raymond Offner
Raymond René Offner (ur. 17 listopada 1927 w Sarcelles, zm. 30 października 1989 w Paryżu) – francuski koszykarz. Wraz z reprezentacją Francji zdobył srebrny medal podczas Letnich Igrzysk Olimpijskich 1948 w Londynie.